# Ko Hyeong-ryeol
Ko Hyeong-ryeol (Haenam, Corea del Sur, 1954) es un poeta surcoreano.

## Biografía
Ko Hyeong-ryeol nació en Haenam, al sur de la península de Corea. Creció en Sokcho, provincia de Gangwon. Después de la escuela secundaria, realizó un examen para ser funcionario público y trabajó en su ciudad. Debutó en la literatura en 1979 con El primogénito, que fue publicado en "Literatura contemporánea".

## Obra
Ko es un poeta de una sonoridad particular. Tranquilo incluso para hablar de la historia de la división de Corea o de su deseo de que Corea se reunifique. Su lenguaje poético tiene el tono titubeante de un soliloquio murmurado o de una conversación iniciada con dificultad. Aunque nunca es asertiva, su poesía rebosa de una fuerza misericordiosa y cálida que se asienta en su propia perspectiva del mundo, que no es la de un observador distante, sino la de un vecino cercano que medita sobre asuntos que son parte de su vida. Según Ko Hyeong-ryeol se ha ido haciendo mayor, sus obras tienen un tono más humilde y honesto. Describe a menudo el mundo como lleno de tristeza y sufrimiento, pero su poesía también refleja la vida a través de la compasión y la comprensión.

## Premios
- 2003 Premio Jihun de literatura
- 2006 Premio Ilyeon de literatura[5]
- 2006 Premio Baekseok de literatura[6]
- 2006 Premio de Cultura y Arte de la República de Corea[7]
- 2009 Premio Hyundae Munhak[8]

## Obras más importantes
- El primogénito (1979)
- Campo de sandías en Daecheongbong (Daecheongbong subakbat 1985)
- Haecheong (1987)
- ¿Cómo está Seúl? (Seoul-eun Annyeonghan-ga 1991)
- Fuerte nevada en Sajinri (Sajinri Daeseol 1993)
- Little Boy (Liteul boi 1995)
- Extraño la comida en el jardín (Madang siksa-ga geuripda 1995)
- Flor congelada y buda de nieve (Seong-ekkot nunbucheo 1998)
- Hermana dormida con un trozo de pan en sus brazos (Ppang deul-go janeun eonni 2001)
- En el restaurante del jardín de Unho en Gimpo (Gimpo Unhogadeunjib-eseo 2001)

Ensayos
- Ha florecido una flor en los ensayos (Si sog-e kkot-i pieonne 2002)
- Pez plateado (Eunbit mulgogi, 2003)
- Viejos poemas e historias de amor (Aju oraedoen si-wa sarang iyagi 2005)